# Arquidiócesis de Hamburgo
La arquidiócesis de Hamburgo (en latín: Archidioecesis Hamburgensis y en alemán: Erzbistum Hamburg) es una circunscripción eclesiástica de la Iglesia católica en Alemania. Se trata de una arquidiócesis latina, sede metropolitana de la provincia eclesiástica de Hamburgo. Desde el 26 de enero de 2015 su arzobispo es Stefan Heße.

## Territorio y organización

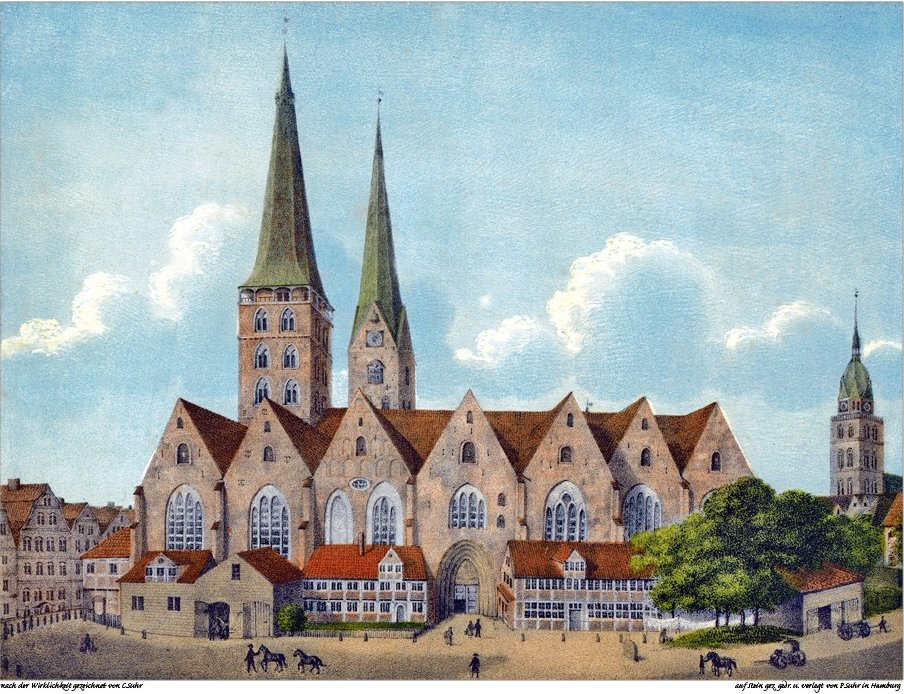
Antigua Catedral de Santa María, en Hamburgo

La arquidiócesis tiene 32 520 km² y extiende su jurisdicción sobre los fieles católicos de rito latino residentes en los estados de: Hamburgo, Schleswig-Holstein y Mecklemburgo-Pomerania Occidental. Los fieles extranjeros más numerosos son polacos, italianos, croatas y portugueses.

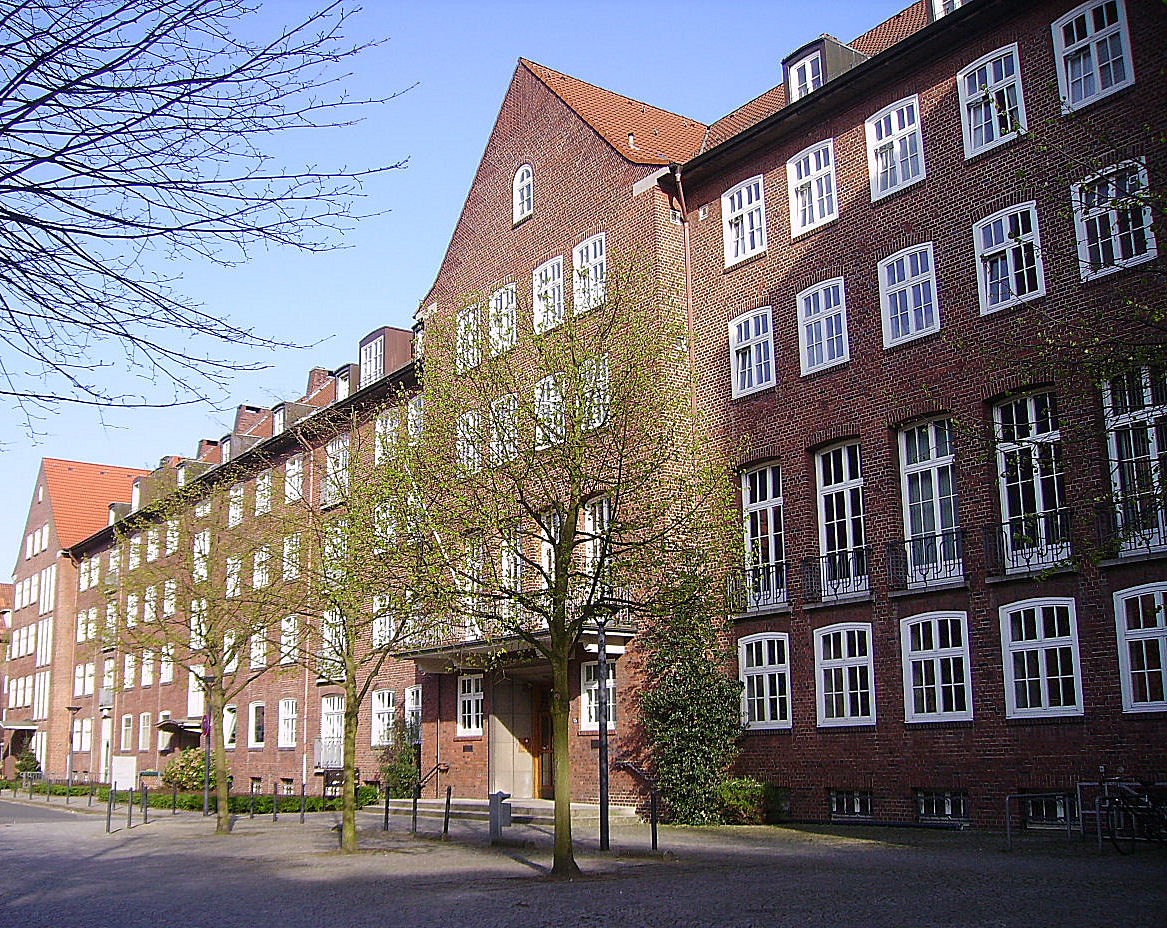
Sede del vicariato general de la arquidiócesis de Hamburgo

La sede de la arquidiócesis se encuentra en la ciudad de Hamburgo, en donde se halla la Catedral de Santa María. La antigua catedral medieval del mismo nombre pasó al luteranismo durante la Reforma protestante y fue demolida entre 1804 y 1807. Según sus estatutos, el capítulo metropolitano de Hamburgo está compuesto por el preboste de la catedral y 8 canónigos catedralicios.

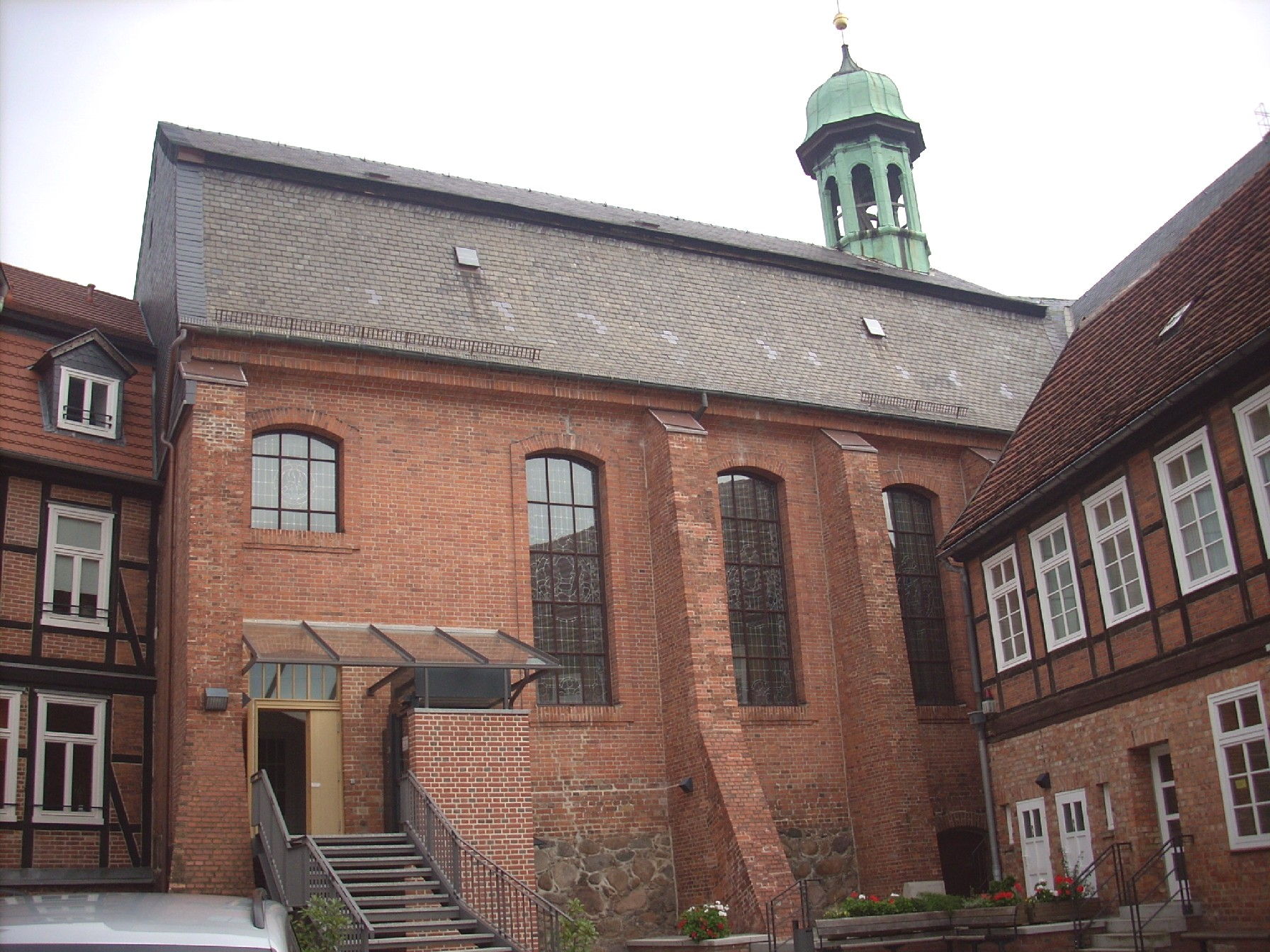
Iglesia de Santa Ana, en Schwerin, data de 1791

La arquidiócesis tiene como sufragáneas a las diócesis de: Hildesheim y Osnabrück.
En 2023 en la arquidiócesis existían 29 parroquias agrupadas desde 2017 en 3 regiones presididas por decanos: Hamburgo (10 parroquias), Schleswig-Holstein (10 parroquias) y Mecklemburgo (8 parroquias).

## Historia

### Antigua arquidiócesis
Desde la Edad Media hasta la Reforma protestante surgieron varias diócesis, cuyo territorio estaba total o parcialmente incluido en lo que hoy es el territorio de la arquidiócesis de Hamburgo: estas son las diócesis de Bremen, Lübeck, Ratzeburgo, Schwerin y Havelberg.
La arquidiócesis de Hamburgo fue erigida por primera vez en 831 cuando el emperador Ludovico Pío eligió a san Ascario como su primer arzobispo, con la especial tarea de promover la evangelización de los países del norte de Europa. Al año siguiente, el papa Gregorio IV nombró a Ascario legado apostólico para los territorios del norte y en 834 reconoció oficialmente el establecimiento de la sede de Hamburgo.
Después del saqueo de Hamburgo por los vikingos en 845, Ascario huyó a Bremen. Después de la muerte de Leuderich, obispo de Bremen (845), el emperador Luis el Germánico designó a Ascario como su sucesor en la sede de Bremen. En el sínodo de Maguncia de 847 se decretó la unión de las sedes de Hamburgo y Bremen, que heredaron el título de arzobispo de la sede de Hamburgo. El papa Nicolás I confirmó la unión en 864.
El nombre dual de la arquidiócesis, Bremen-Hamburgo o Hamburgo-Bremen, está documentado hasta principios del siglo XIII; a partir de 1223 desapareció la mención de Hamburgo en el título de los arzobispos, que a partir de este momento fueron designados sólo como "arzobispos de Bremen".
El traslado de la sede arzobispal de Hamburgo a Bremen no puso fin al cabildo de canónigos de la catedral de Hamburgo, que fue reconstituido por el arzobispo Adalberto hacia 1140 y que sobrevivió hasta 1802, convirtiéndose, al menos hasta el siglo XVI, uno de los principales ejes del catolicismo en la ciudad.
La Reforma protestante del siglo XVI puso fin a la arquidiócesis de Bremen. El cabildo de la catedral sobrevivió, pero, con el acuerdo de 1561, renunció a cualquier intervención en el campo político y eclesiástico de la ciudad de Hamburgo, pero conservando los derechos sobre sus propiedades y bienes, pasando así a formar un pequeño señorío autónomo dentro de la Ciudad Libre Hanseática.

### Antecedentes desde la Reforma protestante
En 1667 se erigió el vicariato apostólico del Norte con sede en Bremen, cuyo territorio pasó a abarcar una vasta zona a finales del siglo XVII, de gran mayoría protestante, correspondiente a todo el norte de Alemania hasta Silesia, Dinamarca y Escandinavia. En el siglo XVIII el territorio fue reducido por la erección del vicariato apostólico de Sajonia, sin embargo suprimido en 1780, y del vicariato apostólico de Suecia (hoy diócesis de Estocolmo), erigido el 23 de septiembre de 1783. 
El 16 de julio de 1821 como consecuencia de la bula De salute animarum del papa Pío VII el vicariato apostólico de las de las Misiones Nórdicas cedió territorio a la diócesis de Breslavia (hoy arquidiócesis de Breslavia).
El 16 de marzo de 1824 mediante la bula Impensa romanorum pontificum el vicariato apostólico cedió porciones de su territorio que fueron incorporadas a las diócesis adyacentes de Münster, Paderborn, Osnabrück y Hildesheim.
El papa Gregorio XVI el 17 de septiembre de 1839 mediante el breve Ex pastoralis estableció la residencia del vicariato apostólico en Hamburgo.
El 7 de agosto de 1868 cedió otras porciones de su territorio para la erección de la prefectura apostólica de Dinamarca (hoy diócesis de Copenhague), la prefectura apostólica de Schleswig-Holstein y la misión sui iuris de Noruega (hoy diócesis de Oslo, mediante el breve In hac beatissimi del papa Pío IX) y asumió el nombre de vicariato apostólico de Alemania Septentrional. Finalmente, el 13 de agosto de 1930 fue suprimido mediante la bula Pastoralis officii del papa Pío XI, incorporando su territorio a la diócesis de Osnabrück y a la arquidiócesis de Paderborn.

### Arquidiócesis actual
Luego de la Reunificación alemana ocurrida el 3 de octubre de 1990 la Santa Sede reorganizó la parte norte de la nueva Alemania. El 24 de octubre de 1994, mediante la bula Omnium Christifidelium del papa Juan Pablo II, se erigió la arquidiócesis de Hamburgo con los territorios de la suprimida administración apostólica de Schwerin y con territorios escindidos de las diócesis de Hildesheim y Osnabrück, que a la vez se convirtieron en sufragáneas de Hamburgo.

## Estadísticas
Según el Anuario Pontificio 2024 la arquidiócesis tenía a fines de 2023 un total de 402 360 fieles bautizados.
| Año                                                                             | Población            | Población | Población      | Sacerdotes | Sacerdotes    | Sacerdotes    | Bautizados por sacerdote | Diáconos permanentes | Religiosos | Religiosos | Parroquias |
| Año                                                                             | Bautizados católicos | Total     | % de católicos | Total      | Clero secular | Clero regular | Bautizados por sacerdote | Diáconos permanentes | Varones    | Mujeres    | Parroquias |
| ------------------------------------------------------------------------------- | -------------------- | --------- | -------------- | ---------- | ------------- | ------------- | ------------------------ | -------------------- | ---------- | ---------- | ---------- |
| 1999                                                                            | 408 390              | 4 761 339 | 8.6            | 263        | 217           | 46            | 1552                     | 42                   | 56         | 376        | 143        |
| 2000                                                                            | 404 443              | 5 759 039 | 7.0            | 251        | 217           | 34            | 1611                     | 42                   | 44         | 368        | 173        |
| 2001                                                                            | ?                    | 5 769 315 | ?              | 240        | 197           | 43            | ?                        | 39                   | 56         | 368        | 173        |
| 2002                                                                            | 404 734              | 5 769 315 | 7.0            | 248        | 208           | 40            | 1631                     | 48                   | 40         | 368        | 166        |
| 2003                                                                            | 398 992              | 5 802 124 | 6.9            | 245        | 204           | 41            | 1628                     | 48                   | 41         | 368        | 163        |
| 2004                                                                            | 396 527              | 5 806 901 | 6.8            | 238        | 200           | 38            | 1666                     | 49                   | 38         | 368        | 163        |
| 2006                                                                            | 392 774              | 5 765 004 | 6.8            | 247        | 209           | 38            | 1590                     | 55                   | 38         | 368        | 121        |
| 2013                                                                            | 397 331              | 5 797 975 | 6.9            | 238        | 183           | 55            | 1669                     | 60                   | 62         | 150        | 89         |
| 2016                                                                            | 401 955              | 5 732 374 | 7.0            | 219        | 181           | 38            | 1835                     | 67                   | 45         | 188        | 80         |
| 2019                                                                            | 398 425              | 5 871 102 | 6.8            | 213        | 177           | 36            | 1870                     | 74                   | 43         | 165        | 56         |
| 2021                                                                            | 394 900              | 5 819 164 | 6.8            | 192        | 159           | 33            | 2056                     | 64                   | 41         | 139        | 46         |
| 2023                                                                            | 402 360              | 5 928 975 | 6.8            | 195        | 151           | 44            | 2063                     | 47                   | 52         | 126        | 29         |
| Fuente: Catholic-Hierarchy, que a su vez toma los datos del Anuario Pontificio. |                      |           |                |            |               |               |                          |                      |            |            |            |

## Episcopologio

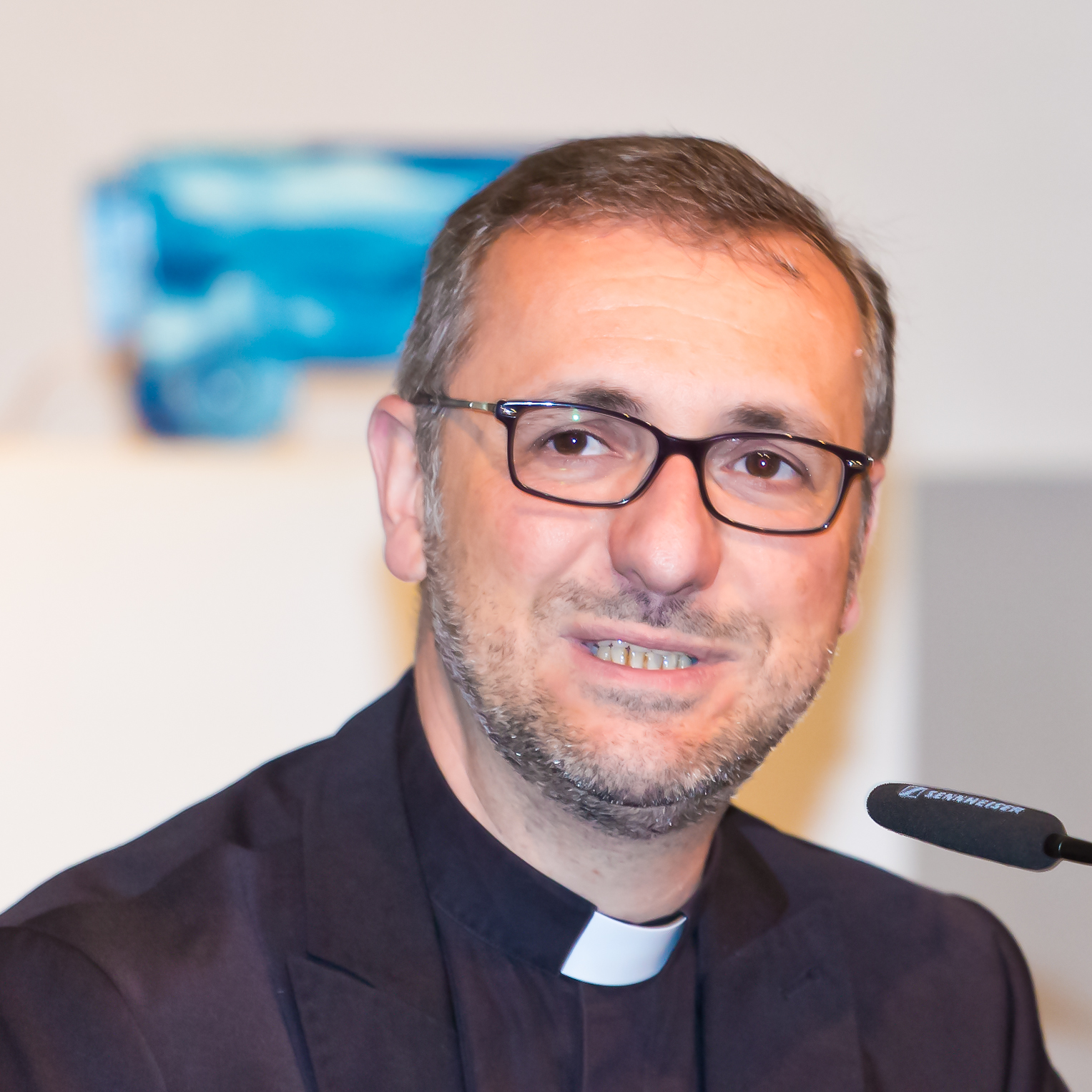
Stefan Heße, arzobispo de Hamburgo desde 2015

- Ludwig Averkamp † (24 de octubre de 1994-16 de febrero de 2002 retirado)
- Werner Thissen † (22 de noviembre de 2002-21 de marzo de 2014 retirado)
- Stefan Heße, desde el 26 de enero de 2015